# Burbank (Illinois)
Burbank è una città degli Stati Uniti d'America, nella contea di Cook, in Illinois. Secondo il censimento del 2010 la popolazione è di 28.925 abitanti. La città si trova al confine sud-occidentale della città di Chicago.